# Уоллес и Громит
Уо́ллес и Громит (англ. Wallace and Gromit) — первостепенные персонажи в серии из нескольких короткометражных и нескольких полнометражных британских пластилиновых мультфильмов, созданных Ником Парком в студии Aardman Animations. Персонажи слеплены из пластилина на проволочной основе и сняты методом покадровой анимации (англ. stop motion animation), иногда этот тип анимации называется «усовершенствованная технология кукольных мультфильмов».
Уоллес — легкомысленный и добросердечный изобретатель, поклонник сыра (особенно сорта Уэнслидейл) и владелец пса по имени Громит, который кажется намного более разумным, чем его хозяин. Уоллеса озвучивал профессиональный актёр Питер Сэллис (Peter Sallis); Громит безмолвен, но его мимика очень красноречива.
Действие происходит в Англии, при этом традиционные английские постройки, интерьеры, улицы, заборы и пейзажи переданы с большой тщательностью.

## Персонажи

### Уоллес
Родился 3 июня в Лондоне. С детства мечтал стать изобретателем и решил, что для достижения этой цели ему нужно сначала стать инженером, а потом физиком. После окончания средней школы поступил в политехнический институт, где получил образование инженера. Потом Уоллес поступил на физический факультет Оксфордского университета, где получил образование в области физики. Наконец, после того как Уоллес получил два высших образования, он стал настоящим изобретателем-физиком. 12 февраля Уоллес приютил у себя пса, по имени Громит, с которым живёт душа в душу и по сей день. Уоллес живёт по адресу Уэст-Уоллоби-Стрит, 62. Обычно носит белую рубашку, коричневые шерстяные брюки, зелёный вязаный жилет и красный галстук. Ярый любитель сыра — прежде всего, сорта Уэнслидейл (англ. Wensleydale). Также регулярно читает газеты — «Morning Post», «Afternoon Post», «Evening Post», «The Daily Grind». Любит смотреть телепередачи на канале BBC.
Образ Уоллеса является комбинированным — его изобретательность была основана на отце Ника Парка, а стиль одежды и любовь к сыру — на его школьном учителе.

### Громит
Громит живёт вместе с Уоллесом. Родился 12 февраля. Имеет массу хобби, вроде готовки и вязания. Кроме того, увлекается научной литературой. Имущество Громита включает в себя: будильник, косточку, щётку, фотографию с Уоллесом в рамочке и небольшую библиотечку. Он умело обращается с электрическим оборудованием, кроме того, он чуткий, сообразительный и находчивый. Громит не говорит, но обладает весьма выразительной мимикой. Привязан к своему хозяину, хоть и далеко не всегда соглашается с его поступками и действиями. Ник Парк, его создатель, сказал: «Мы — нация любителей собак, и многие люди говорят: „Моя собака смотрит на меня точно так же, как Громит!“»
Громит любит есть кукурузные хлопья и читать книги, в том числе:
- «Государство» Плутона (отсылка к Платону и одновременно к диснеевскому герою псу Плуто)
- «Преступление и наказание» Фёдора Собакевского (отсылка к роману Ф. М. Достоевского, «Преступление и наказание»)
- «Люди — с Марса, собаки — с Плутона» (перефразированное «Мужчины с Марса, женщины с Венеры»)
- «Электроника для собак»
- «Овцы».

Кроме того, он любит слушать Баха и с легкостью решает головоломки (например, в серии «Стрижка „под ноль“» не глядя собрал пазл из 5000 частей (хотя на самом деле пазл 13×10)).

## Мультфильмы

### Первые получасовые фильмы
Три оригинальных получасовых мультфильма:
- Пикник на Луне / A Grand Day Out (1989)
- Неправильные штаны / The Wrong Trousers (1993)
- Стрижка «под ноль» / A Close Shave (1995)

### Хитроумные приспособления
- Хитроумные приспособления / Wallace and Gromit’s Cracking Contraptions (2002)

Серия из 10 коротких (2½-минутных) эпизодов распространялась, прежде всего, через интернет. Каждый эпизод представляет одно из новых изобретений Уоллеса и скептическую реакцию Громита. В России также транслировался телеканалом 2x2.
- 01 — A Christmas Cardomatic — изготавливают рождественские открытки
- 02 — The 525 Crackervac — борются с пылесосом, охотящимся на печенье
- 03 — The Autochef — робот-повар подает традиционный английский завтрак
- 04 — The Bully Proof Vest — испытывают пояс, предназначенный для самозащиты
- 05 — Shopper 13 — дистанционно управляемая магазинная тележка
- 06 — The Snoozatron — устройство, спасающее от бессонницы
- 07 — The Snowmanotron — участвуют в соревновании по сооружению снеговиков
- 08 — The Soccamatic — механизированный футбол
- 09 — The Tellyscope — Уоллес создаёт дистанционное управление к телевизору
- 10 — The Turbo Diner — Уоллес строит огромную конструкцию взамен сгинувшего робота-повара в третьей серии.

### Проклятие кролика-оборотня
В 2005 году вышел полнометражный фильм «Проклятие кролика-оборотня» / Wallace & Gromit: The Curse of the Were-Rabbit. В этом фильме Ник Парк рассказывает больше о городке, в котором живут Уоллес и Громит, и его жителях. Фильм, так же, как и предыдущие серии, снят методом покадровой анимации, но с применением более современных компьютерных технологий, которые сделали качество картинки более высоким.
В фильме мы видим в основном взрослых, и даже пожилых персонажей. И все они выращивают на своих огородах овощи. Ежегодно леди Тоттингтон проводит в Тоттингтон холле конкурс на самый большой овощ. Главный приз за него — золотая морковка. Горожане живут этим праздником и очень дорожат своими овощами.
Уоллес организует фирму «Антигрыз» («Anti-Pesto»): он и Громит, с помощью своих изобретений охраняет огороды горожан от кроликов, которые, по мнению Уоллеса, являются «идеальными машинами по уничтожению овощей». В любое время суток они готовы отправиться на объект и выловить забравшегося кролика.
Накануне конкурса в городе вдруг заводится страшное чудовище: огромный кролик, который по ночам беспрепятственно уничтожает плоды трудов горожан. Уоллес и Громит попадают в неприятную ситуацию — им необходимо срочно поймать и обезвредить «хищника». Идя по следу, главные герои вдруг обнаруживают, что виной возникновения монстра является неудачное изобретение Уоллеса. Уоллес пытался изменить сознание кроликов, пытаясь отучить их любить овощи.
В фильме также имеются отсылки к Первой Мировой Войне: во время того, как за Громитом на самолёте гонится пёс Виктора, в тот момент, когда на ежегодный овощной праздник заявляется кролик-оборотень. На крыльях красного самолёта пса Виктора — немецкие кресты, а самолет Громита — французский истребитель (Фильмы «Красный Барон» и «Эскадрилья Лафает»).

### Дело о хлебе и смерти
Ник Парк заявил, что после полнометражного проекта про Уоллеса и Громита он рад снова вернуться к авторскому кино.
В новом короткометражном фильме 2008 года «Дело о хлебе и смерти» (A Matter of Loaf and Death) Уоллес и Громит организуют новое предприятие — пекарню. Весь дом Уоллеса превращается в зернохранилище, цех с печью, цеха с механическим замесом теста. Уоллес вновь влюбляется, на этот раз в Пиеллу Бейквелл, которая впоследствии оказывается серийным убийцей пекарей. А Громит влюбляется в её пуделиху Флаффлс, которая не хотела помогать хозяйке, а потому перешла на сторону Уоллеса и Громита, в итоге в финале оставшись с ними.

### Мир изобретений Уоллеса и Громита
С 2010 по 2011 год на канале BBC вышло научно-популярное шоу «Мир изобретений Уоллеса и Громита» («Wallace and Gromit’s World of Invention»), состоящее из шести эпизодов длительностью до 30 минут. Это документальная научно-популярная программа, не мультфильм. Программа фокусируется на изобретениях, основанных на различных темах, и состоит из игровых фильмов, перемежающихся анимированными пластилиновыми сегментами, ведущими которых являются персонажи Уоллес и Громит, с побочным сюжетом, связанным с темой эпизода.

### Jubilee Bunt-a-thon
В 2012 году специально к «бриллиантовому юбилею» (60-летие со дня восшествия на престол) королевы Елизаветы II была выпущена поздравительная 1-минутная серия.

### Уоллес и Громит: Самая дикая месть
В 2024 году вышел полнометражный анимационный фильм производства студии Aardman Animations об Уоллесе и Громите под названием «Vengeance Most Fowl», что можно перевести как «Птичья месть». Премьера фильма состоялась 25 декабря на телеканале BBC One и сервисе BBC iPlayer в Великобритании. 3 января 2025 года вышел на Netflix в международном прокате..
По сюжету Уоллес стал слишком зависим от своих изобретений, а созданный им «умный гном» вышел из-под контроля. С ним-то и сражаются главные герои.
Мультфильм по хронометражу полнометражный, он длится 1 час 22 минуты. На Нетфликс он вышел сразу с переводом на русский язык, и официально был переведен как «Самая страшная месть».

## Игры по мотивам сериала
- Wallace & Gromit in Project Zoo (2003) — игра для PC, PlayStation 2, Xbox и Nintendo GameCube в жанре платформер, разработанная компанией BAM! Entertainment.
- Wallace & Gromit: The Curse of the Were-Rabbit (2005) — игра для PlayStation 2 и Xbox в жанре экшн, разработанная компанией Frontier Developments и изданная Konami. Сюжет игры основан на одноименном полнометражном фильме.
- Wallace & Gromit’s Grand Adventures (2009) — игра для PC и Xbox 360 в жанре квест, разработанная компанией Telltale Games. Игра состоит из 4 эпизодов: Fright of the Bumblebees, The Last Resort, Muzzled!, The Bogey Man.